# Genadij Vladimirovič Borisov
| oznaka              | tip                      |
| ------------------- | ------------------------ |
| C/2013 N4 (Borisov) | dolgoperiodični          |
| C/2013 V2 (Borisov) | hiperbolični             |
| C/2014 R1 (Borisov) | skorajparabolični        |
| C/2014 Q3 (Borisov) | Halleyev tip             |
| C/2015 D4 (Borisov) | dolgoperiodični          |
| C/2016 R3 (Borisov) | dolgoperiodični          |
| C/2017 E1 (Borisov) | hiperbolični             |
| 2I/Borisov          | hiperbolični, medzvezdni |
| C/2019 V1 (Borisov) | skorajparabolični        |
| C/2020 Q1 (Borisov) | dolgoperiodični          |
| C/2021 L3 (Borisov) | hiperbolični             |

Genadij Vladimirovič Borisov (rusko Генна́дий Влади́мирович Бори́сов, ukrajinsko Генна́дій Володи́мирович Бори́сов), ruski inženir, izdelovalec teleskopov in ljubiteljski astronom, * 1962, Kramatorsk, Ukrajinska SSR, Sovjetska zveza (sedaj Ukrajina).
Borisov je najbolj znan po odkritju prvega medzvezdnega kometa 2I/Borisov leta 2019.

## Življenje in delo
Diplomiral je leta 1989 na Fizikalni fakulteti Državne univerze v Moskvi. Zaposlen je kot inženir na Krimskem laboratoriju Državnega astronomskega inštituta Šternberga Državne univerze v Moskvi. Tam vzdržuje teleskope, sam pa ne opazuje. Sodeluje tudi z Astronomskim znanstvenim središčem JSC, kjer izdeluje eksperimentalne teleskope v sodelovanju z državno korporacijo Roscosmos.
V prostem času se ukvarja z astronomijo v svojem osebnem observatoriju MARGO v Naučniju v južnem delu Krimskega polotoka. Preučuje dvojne zvezde. Med letoma 2013 in 2021 je odkril enajst kometov in več blizuzemeljskih teles, kot je na primer apolonski blizuzemeljski asteroid 2013 TV135. Ta odkritja so mu omogočili teleskopi, ki jih je skonstruiral in izdelal sam: GENON (2 kometa), GENON Max (5 kometov) in neimenovani 650 mm teleskop (2 kometa, vključno s kometom 2I/Borisov). Leta 2014 je za svoji odkritji kometov C/2013 N4 in C/2013 V2 prejel dve nagradi Edgarja Wilsona.

## Odkritje kometa 2I/Borisov
Zgodaj leta 2019 je Borisov izdelal svoj novi 650 milimetrski teleskop. 30. avgusta 2019 je z njegovo pomočjo odkril prvi znani medzvezdni komet 2I/Borisov, ki je eden od dveh do sedaj opazovanih medzveznih teles.
Svoje odkritje je opisal tako:
| “ | Opazoval sem ga 29. avgusta, vendar je po GMT bilo 30. avgusta. V kadru sem videl premikajoče se telo, premikalo se je v smeri, ki je bila nekoliko drugačna od smeri glavnih asteroidov. Izmeril sem njegove koordinate in pregledal bazo podatkov Središča za male planete (MPC). Izkazalo se je, da je novo telo. Nato sem izmeril oceno blizuzemeljskega telesa. Izračunana je iz različnih parametrov, in izkazalo se je, da je 100 % – z drugimi besedami, nevarno. V takih primerih moram nemudoma objaviti parametre na svetovni spletni strani za potrditev nevarnih asteroidov. Objavil sem in napisal, da je telo razpršeno in da ni asteroid, ampak komet. | ” |

Odkritje kometa 2I/Borisov Genadija Borisova so primerjali z odkritjem Plutona Clydea Tombaugha leta 1930. Tudi Tombaugh je bil ljubiteljski astronom in je svoje teleskope izdeloval sam, čeprav je odkril Pluton z astrografom na Lowellovem observatoriju.

## Pogledi
Borisov meni, da ljubiteljski astronomi kmalu ne bodo mogli odkriti novih kometov: »Leta 2016 sem le jaz odkril komet. Leta 2013 nas je bilo sedem odkriteljev. Vsako leto jih je manj. Teleskopi so vedno večji. Ljubiteji kmalu ne bodo imeli nič več.«